# Shusaku Arakawa
Pour les articles homonymes, voir Arakawa (homonymie).
Shusaku Arakawa, né le 6 juillet 1936 à Nagoya au Japon et mort le 19 mai 2010 à New York aux États-Unis, est un architecte et plasticien contemporain japonais.

## Biographie
Après avoir fait des études de mathématiques et de médecine, Shusaku Arakawa s'orienta vers la création artistique dans la mouvance Neo-Dada. Il réalise sa première exposition personnelle en 1958. En 1960, il est cofondateur du groupe des Neo Dada Organizers, avant de partir pour New York en 1961, où il réside depuis. Il y rencontre en 1963 sa future compagne, la poétesse Madeline Gins (en), qui participera dès lors à la création de ses œuvres.
Il devient également architecte et fera carrière dans cette voie à partir des années 1980.

## Œuvres
Livres
- The Mechanism of Meaning (Arakawa & Gins, 1971)
- What the President Will Say and Do (Gins, 1984)
- Architecture: Sites of Reversible Destiny (Arakawa & Gins, 1994)
- Reversible Destiny (Arakawa & Gins, 1997)
- Architectural Body (Arakawa & Gins, 2002)
- Making Dying Illegal (Arakawa & Gins, 2006)